# Jasan ztepilý v Horních Počernicích
Jasan ztepilý v Horních Počernicích je památný strom, který roste ve východní části Horních Počernic v lokalitě Čertousy, v areálu praktické a speciální základní školy mezi ulicemi Bártlova a Ohnišťanská. Je prvním jasanem ztepilým vyhlášeným v Praze za památný strom.

## Parametry stromu
- Výška (m): 20,0
- Obvod (cm): 337
- Ochranné pásmo: ze zákona
- Datum prvního vyhlášení: 11.11.1998[1]
- Odhadované stáří: 120 let (k roku 2016)[2]

## Popis
Jasan je nadprůměrného vzrůstu. Má mohutný kmen, který se již nízko nad zemí rozděluje na dvě silné větve. Tyto větve vytvářejí rozložitou korunu ve tvaru deštníku. Koruna byla několikrát upravována a tyto zásahy jsou stále patrné. Jasan je pravidelně ošetřován a jeho stav je velmi dobrý. Pro svoje stanoviště na pozemku školy má i ekologicko-výchovný význam.

## Historie
Stáří stromu je odhadováno na 120 let. Budova školy, u které jasan roste, se začala stavět v lednu 1895 a následující rok byla zahájena pravidelná výuka žáků.